# Federico Guglielmo I di Prussia
Federico Guglielmo I di Hohenzollern, in tedesco Friedrich Wilhelm I (Berlino, 14 agosto 1688 – Potsdam, 31 maggio 1740), è stato il secondo re in Prussia e il principe elettore di Brandeburgo dal 1713 al 1740; è conosciuto come il Re Soldato o Re Sergente per l'impronta nettamente militarista della sua politica.

## Biografia

### Principe ereditario (1688–1713)

#### I primi anni
Federico Guglielmo era figlio del Principe ereditario Federico I e della duchessa Sofia Carlotta di Hannover. Si dimostrò sin dall'infanzia di carattere rigido e soldatesco, in buona misura privo di interessi culturali e intellettuali. Dal 1689 al 1692 venne educato ad Hannover, patria della madre, dove tuttavia mantenne la propria natura impulsiva. Questo momento della sua vita gli diede però l'occasione di studiare assieme al cugino Giorgio Guglielmo (che sarebbe divenuto Re d'Inghilterra con il nome di Giorgio II), mantenendo con questi un personalissimo rapporto d'amicizia che aiutò in seguito le relazioni fra i due paesi.

#### Educazione

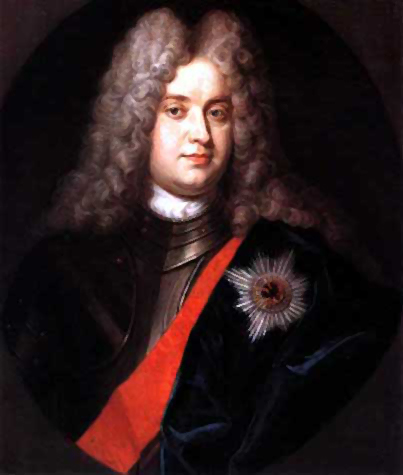
Federico Guglielmo I di Prussia nel 1700

Dopo il suo ritorno da Hannover, Federico Guglielmo si premurò di imparare il francese, arrivando al punto di usare tale lingua per parlare con sua madre, imparando invece un tedesco stentato dal suo servitore personale. Il giovane Federico Guglielmo sviluppò inoltre un carattere che era frutto del contrasto tra l'indole del padre, autoritario e superiore, e quella della madre, più incline invece all'arte e alla filosofia: rifiutò tuttavia questi stili di vita proposti e dal 1694 intraprese la carriera militare, ottenendo il comando di un reggimento di cavalleria e uno di fanteria.
All'inizio del 1695 venne sottoposto all'educazione del generale Conte Alexander von Dohna, che si prese la responsabilità di educarlo come suo precettore. Nel 1697 suo insegnante divenne l'ugonotto Jean Philippe Rebeur. Entrambi gli insegnanti gli impartirono una stretta educazione calvinista, facendogli studiare latino, francese, storia, geografia, genealogia, matematica, scienze belliche e retorica, pur se il ragazzo manifestò ostilità per la maggior parte di esse. Il principe ereditario era invece molto preparato negli affari di corte e nella conduzione di uno stato, ponendo attenzione rilevante alle finanze. Invece di giocare, come si addiceva ad un bambino della sua età, egli passava il proprio tempo a controllare le divise e gli armamenti delle proprie guardie.
Nel Natale del 1698, al suo decimo compleanno, il padre gli regalò la proprietà di Wusterhausen come residenza indipendente e possedimento signorile. Qui egli si esercitò nella conduzione economica dei propri possedimenti, che successivamente trasferì alla conduzione dello stato prussiano. Inoltre si preoccupò di trasformare la locale residenza di caccia in uno splendido palazzo per i futuri principi ereditari, oltre a far erigere un palazzo cittadino a Berlino. A Wusterhausen il principe disponeva di un numero ristretto di guardie personali composte dai membri cadetti delle più nobili famiglie del paese.
Federico Guglielmo, ricevette nel 1701 durante l'incoronazione del padre a re di Prussia, il titolo di Principe di Oranien e il suo appannaggio fu aumentato da 26.000 a 36.000 talleri annui. Nel 1702 la sua educazione venne affidata al conte Albert Konrad von Finckenstein e nello stesso anno divenne membro del Consiglio di Stato segreto e l'anno successivo entrò anche nel consiglio di guerra. Come principe ereditario partecipò a differenti incontri che gli diedero la possibilità di prendere una più ampia coscienza del mondo esterno e della natura degli eserciti d'Europa.

#### La maggiore età
Nel 1704 all'età di 16 anni, completò la costruzione del castello di Wusterhausen e decise di adibirlo a residenza autunnale da agosto a novembre, il che consentì ad ogni modo lo sviluppo di un piccolo villaggio alle sue dipendenze. Nel 1705 venne nominato borgomastro di Charlottenburg, ove poté mettere in pratica gli insegnamenti appresi durante i viaggi compiuti in Olanda che estesero notevolmente i suoi orizzonti culturali. Durante l'ultimo di questi suoi viaggi ricevette la notizia della morte della madre ed il 14 giugno 1706 decise di prendere moglie, sposando Sofia Dorotea di Hannover per procura, incontrata poi di persona il 14 novembre 1706 a Cölln an der Spree (oggi parte di Berlino). Nel luglio di quello stesso anno, inoltre, partecipò ad alcune operazioni militari nelle Fiandre nell'ambito della guerra di successione spagnola, ove prese parte con il proprio reggimento che contava ormai più di 600 uomini.
L'11 settembre 1709 fu impegnato nella Battaglia di Malplaquet, che fu lo scontro più sanguinoso della guerra di successione spagnola. Nel 1710 vi fu uno scandalo di corruzione tra i ministri del padre e Federico Guglielmo intervenne ufficialmente per la prima volta a sedare i dissidi politici occupandosi della punizione dei traditori. L'anno successivo, nell'estate del 1711, fu nuovamente in Olanda per curare per conto del padre alcuni negoziati diplomatici, tornando poi in patria per schierarsi contro gli svedesi nella guerra scoppiata sul suolo prussiano, venendo ferito.

### Re di Prussia (1713-1740)

#### Tagli ai fondi

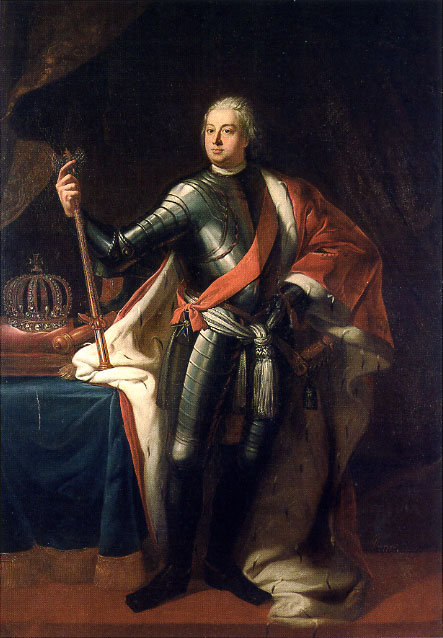
Federico Guglielmo I ritratto nel 1713

All'inizio del 1713 la salute di Federico I peggiorò in maniera decisiva, fino a quando il 25 febbraio Federico I emise il suo ultimo sospiro, Federico Guglielmo, che gli era stato vicino negli ultimi momenti di vita, subito dopo aver lasciato il letto del padre ormai defunto, come suo primo atto ufficiale dichiarò nullo il bilancio dello stato approvato dal defunto monarca.
Egli garantì al padre un funerale grandioso e in pompa magna, ma era lui il primo a gioire per questa morte attesa da lungo tempo. Il nuovo sovrano si presentò alla cerimonia funebre con la corona, in modo da ribadire il suo peso nel nuovo governo; tuttavia una vera e propria cerimonia di incoronazione non ebbe mai luogo. Poco dopo il termine delle cerimonie funebri egli cambiò radicalmente l'indirizzo del governo e si concentrò essenzialmente nel rimuovere le riforme promosse dal padre, in particolare riorganizzando le finanze e smantellando i vecchi debiti accumulati dal padre. Il suo scopo era quello di far acquisire alla Prussia una sempre maggiore indipendenza dalle potenze straniere, e cardine di questa strategia sarebbe stato la formazione di un potente esercito.
(Federico Guglielmo I in un discorso ai suoi ministri riportato per iscritto dall'inviato olandese Lintelo)
Il 27 febbraio il Re si recò a Wusterhausen e lì iniziò la costituzione del suo nuovo programma di governo, impiegando solo quattro giorni per redigerlo. Per saldare i 20.000.000 di talleri di debito accumulati dal padre, ridusse il personale della casa reale da 142 a 46 impiegati e utilizzò anche del denaro dal suo patrimonio personale. Inoltre, dei 24 castelli posseduti dal padre, Federico Guglielmo I ne mantenne solo sei, mentre gli altri furono venduti o dati in affitto e fece fondere molte statue di bronzo per fabbricare nuovi cannoni. L'orchestra di corte venne sciolta, furono venduti all'asta vini preziosi che facevano parte della cantina reale, oltre a mobili e oggetti d'oro e d'argento. Tutti questi tagli ebbero però l'effetto di mandare in rovina i molti artigiani che lavoravano per la casa reale; le accademie statali non ottennero nuovi fondi, i teatri vennero chiusi e si ebbe una fuga di artisti da Berlino.
Con questo programma di riforma radicale Federico Guglielmo I suscitò il malcontento del popolo, che si vedeva privato dello splendore acquisito in precedenza, ma allo stesso tempo guadagnò il benestare delle istituzioni politiche e militari per una maggiore fortificazione dello stato e per la costituzione di un vero esercito che potesse competere con le altre potenze europee. Federico Guglielmo I ridusse drasticamente i costi della sua corte e delle 700 stanze del palazzo reale di Berlino, ne utilizzò solo 5.

#### Monarca assoluto
In accordo con il suo orientamento politico, Federico Guglielmo I pose la propria figura al centro di tutte le attività dello stato, dando inizio ad un vero e proprio governo assoluto. Ora la sua parola era legge e chi lo contraddiceva era condannato a morte. Egli pretese d'intromettersi in tutti gli affari dello stato e sviluppò le caratteristiche di un tiranno, ma era comunque guidato da una profonda fede in Dio. Il re controllava il governo attraverso il suo gabinetto di ministri, parlando a loro come un generale parla con le proprie truppe ed esaminando in loro presenza i rapporti giunti a corte circa l'andamento stesso dei vari ministeri.

#### Sviluppo dell'esercito
Il re fondò la potenza del proprio stato essenzialmente sulla forza del proprio esercito. La necessità di riportare un ordine nelle questioni belliche era divenuta essenziale soprattutto per l'indignazione dello stesso sovrano prussiano che non riusciva ad accettare il fatto che le altre potenze non considerassero la Prussia una nazione in grado di avere voce in capitolo nei concordati internazionali.
Dal 1713 iniziò lo sviluppo di una grande riforma dell'esercito. Come primo passo reclutò nella fanteria prussiana 8073 nuovi soldati e 1067 cavalieri, portando il totale degli effettivi a 80.000; l'esercito inoltre divenne finanziariamente indipendente e non più dipendente, come prima, dai sussidi ricevuti dalle potenze estere, fu anche creata la figura del "Soldatenkönig" (Re dei soldati), che indossava sempre l'uniforme militare e che era responsabile a mantenere una ferrea disciplina fra i ranghi dell'esercito prussiano. Egli attirò a sé dal ceto dei nobili un corpo di ufficiali assolutamente devoti a lui; i soldati invece erano o mercenari arruolati o contadini del paese, il cui obbligo di servizio veniva regolato dal cosiddetto sistema cantonale ("Kantonsystem").

#### Il reggimento Potsdam

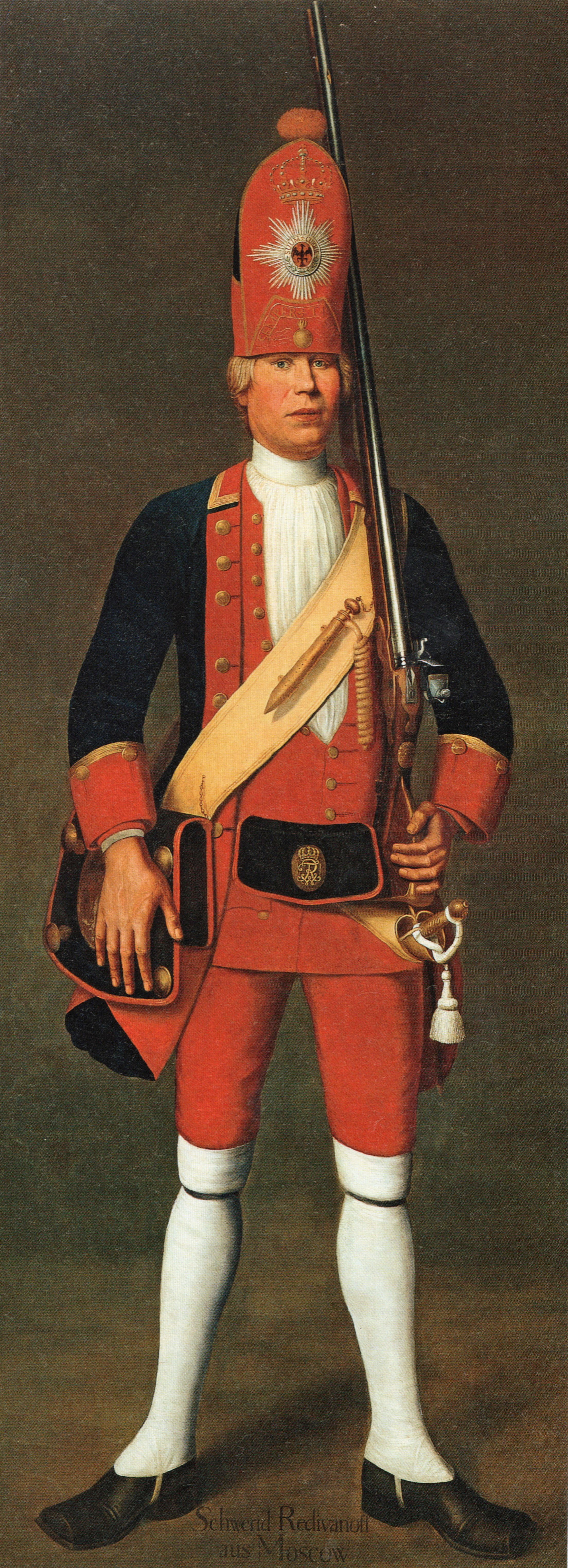
Il soldato di fanteria Schwerid Rediwanoff di Mosca. Rdiwanoff apparteneva al corpo di uomini "donati" dallo zar Pietro il Grande a Federico Guglielmo I dopo aver ricevuto la camera d'ambra.

Il Re fu particolarmente attento al reclutamento di uomini giovani nel suo reggimento personale di Potsdam, anche se questo poteva essere considerato dai più un suo vezzo personale. Ad ogni modo, la creazione del reggimento aveva una ragione pratica: i lunghi fucili ad avancarica in uso all'epoca erano difficili da maneggiare per i soldati di bassa statura.
Iniziò così una vera e propria caccia ai giganti, cominciata già dal 1712 per cercare uomini che avessero un'altezza minima di 1 metro e 88 centimetri. Inviò addirittura i suoi incaricati in Ungheria, nel Regno di Napoli, in Croazia ed in Ucraina per reclutare tali uomini, comprandoli spesso fisicamente. Tra il 1713 ed il 1735 vennero spesi in totale 12 milioni di talleri in fondi da investire nella ricerca di questi uomini.
Gli appartenenti a questo reggimento vennero soprannominati die langen Kerls (espressione traducibile grosso modo in italiano come "spilungoni"): il costo annuale per mantenere questo reggimento era di 291.000 talleri, rispetto ai 72.000 spesi per un reggimento normale.

#### Promozione dell'industria tessile
Federico Guglielmo I fu inoltre interessato anche all'economia del paese, egli si concentrò sulla promozione della ricca industria della tessitura, che era basata sull'economia domestica. Quasi tutte le grandi case avevano infatti filande private e con una riforma varata già dal 1713, venne creato a Berlino un deposito generale per il prodotto filato che veniva quindi venduto all'ingrosso sul mercato internazionale, facendo sì che il prodotto venisse apprezzato in tutta Europa.

#### Politica estera
Federico Guglielmo I cercò in un primo momento di mantenere una certa neutralità nei conflitti europei dell'epoca, concentrandosi sul rafforzamento del proprio Stato dopo il periodo del governo paterno. La visita di Pietro il Grande nel 1713 a Berlino, però, lo fece propendere per entrare nell'Alleanza del Nord in funzione anti-svedese, per combattere le mire espansionistiche di Carlo XII durante la Grande guerra del Nord ed in cambio ricevette finanziamenti ed armi per l'esercito. Con la ripresa delle ostilità nel 1713, il 1º maggio 1715 egli trasferì il proprio quartier generale in Pomerania, per seguire e guidare il suo esercito nell'assedio di Stralsund.
A seguito del trattato di pace siglato a Stoccolma il 21 gennaio 1720, ottenendo però da questa pace, il dominio indiscusso sulle città di Stettino, Peene e sulle isole di Wollin e Usedom, oltre al controllo sull'area del delta dello Swine e del Dievenow. Questa campagna e quella del 1715 diedero l'opportunità quindi di ribadire l'importanza del ruolo dell'esercito per la rinnovata Prussia. Non ultimo, nel 1720, Federico Guglielmo I vendette le colonie africane del Brandeburgo, fondate dal suo predecessore (delle quali la maggiore città era appunto Groß Friedrichsburg), per 7.200 ducati ai Paesi Bassi, questo denaro fu speso dal Re per migliorare l'esercito.

#### Il corpo dei nobili ufficiali
Con l'intenzione di privare sempre più la nobiltà dei propri poteri e di estendere il controllo dello Stato assolutista, il re cercò di applicare la tecnica cara a Luigi XIV di Francia di legare a sé i rappresentanti della stretta aristocrazia. In maniera però del tutto innovativa, egli fondò nel settembre del 1717 a Berlino il Real Corpo di Cadetti Prussiani, un istituto militare per formare i figli cadetti delle più eminenti famiglie nobiliari del paese. In questo istituto i giovani dovevano essere di lignaggio nobile ed avere un'età tra i 12 ed i 18 anni. Oltre alla carriera militare, l'istituto garantiva un comodo inserimento nel governo. Ovviamente il permesso di accedere a questo corpo era concesso esclusivamente a quanti facessero solenne giuramento di non prestare servizio per alcun altro paese.

#### Altri passi notevoli
Federico Guglielmo I, come già ricordato precedentemente, raddoppiò la forza dell'esercito presente in Prussia, rendendolo il quarto più potente esercito d'Europa dopo quello della Francia, dei Paesi Bassi e della Russia. La Prussia contava all'epoca 1.6 milioni di abitanti, di cui 80.000 erano impegnati stabilmente nell'esercito e tutto questo ebbe però lo svantaggio della creazione di uno Stato completamente militarizzato ed incentrato sulla carriera bellica, a scapito di altre iniziative di tipo culturale ed artistico.
Sotto l'aspetto religioso, si prodigò a favore del pietismo: le sue preoccupazioni maggiori furono per la colonizzazione interna. Ciò che egli fece a tal riguardo fu il "Rétablissement" della Prussia Orientale, dove accolse anche i protestanti cacciati da Salisburgo. Egli infatti venne chiamato "il più grande re interno di Prussia". Per l'educazione fondò 1480 scuole di formazione al posto delle 320 scuole di villaggio che esistevano all'epoca del regno del padre Federico I.

### Gli ultimi anni
Con l'avanzare dell'età, Federico Guglielmo sentì sempre più crescere i dolori a causa di uno stile di vita sregolato e anche a causa di mali ereditari. La vita militare che tanto lo aveva impegnato alla fine, gli procurò non pochi problemi a cavalcare, ed inoltre era ingrassato notevolmente. Il 31 maggio 1740 il "re soldato" morì nel castello di Potsdam e venne sepolto il 4 giugno di quello stesso anno nella chiesa della omonima cittadina. Gli succedette il figlio Federico II di Prussia, meglio noto come Federico il Grande .

## Matrimonio e discendenza

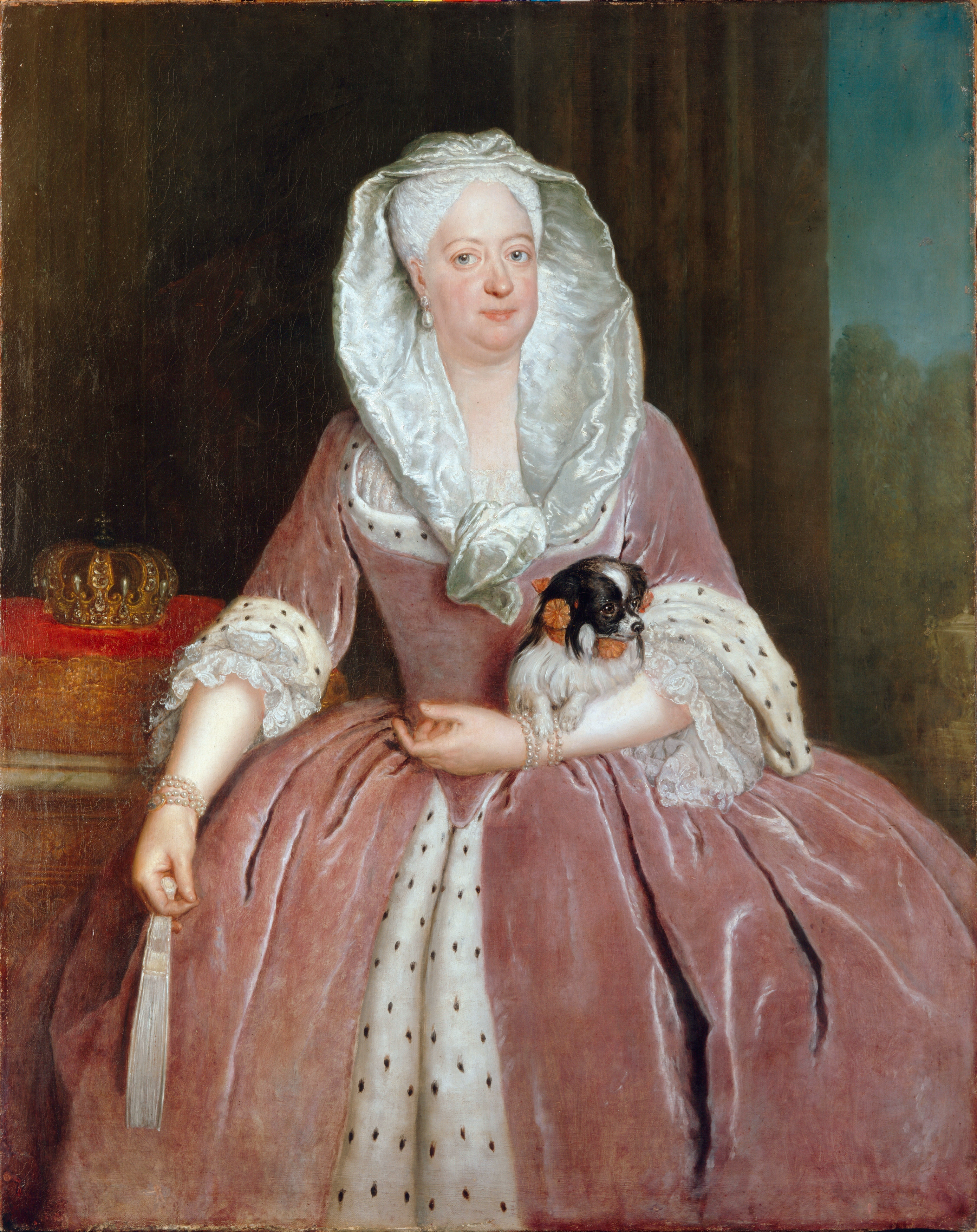
La regina Sofia Dorotea di Hannover

Sposatosi con Sofia Dorotea del Casato di Hannover, figlia del sovrano britannico Giorgio I d'Inghilterra, ebbe da lei quattordici figli:
- Federico Luigi (1707–1708)
- Guglielmina (1709 – 1758), sposò il Margravio Federico di Brandeburgo-Bayreuth
- Federico Guglielmo (1710–1711)
- Federico (1712 – 1786), che divenne Re di Prussia
- Carlotta Albertina (1713–1714)
- Federica Luisa (1714 – 1784), sposò Carlo Guglielmo Federico, Margravio di Brandeburgo-Ansbach
- Filippina Carlotta (1716 – 1801), sposò Carlo I, Duca di Brunswick-Lüneburg
- Carlo (1717–1719)
- Sofia Dorotea Maria (1719 – 1765), sposò il Margravio Federico Guglielmo di Brandeburgo-Schwedt;
- Luisa Ulrica (1720 – 1782), sposò Adolfo Federico di Svezia
- Augusto Guglielmo (1722 – 1758)
- Anna Amalia (1723 – 1787), badessa di Quedlinburg
- Enrico (1726–1802)
- Augusto Ferdinando (1730 – 1813)

## Ascendenza
|                                       |                               |                                            | Genitori                              |  |  | Nonni |  |  | Bisnonni                         |  |  | Trisnonni                          |  |
|                                       |                               |                                            |                                       |  |  |       |  |  | Giorgio Guglielmo di Brandeburgo |  |  | Giovanni Sigismondo di Brandeburgo |  |
|                                       |                               |                                            |                                       |  |  |       |  |  | Giorgio Guglielmo di Brandeburgo |  |  | Giovanni Sigismondo di Brandeburgo |  |
|                                       |                               | Anna di Prussia                            |                                       |  |  |       |  |  | Giorgio Guglielmo di Brandeburgo |  |  |                                    |  |
| Federico Guglielmo I di Brandeburgo   |                               |                                            |                                       |  |  |       |  |  | Giorgio Guglielmo di Brandeburgo |  |  |                                    |  |
|                                       |                               | Elisabetta Carlotta di Wittelsbach-Simmern | Federico IV Elettore Palatino         |  |  |       |  |  |                                  |  |  |                                    |  |
|                                       |                               | Elisabetta Carlotta di Wittelsbach-Simmern | Federico IV Elettore Palatino         |  |  |       |  |  |                                  |  |  |                                    |  |
|                                       |                               | Elisabetta Carlotta di Wittelsbach-Simmern | Luisa Giuliana di Nassau              |  |  |       |  |  |                                  |  |  |                                    |  |
| Federico I di Prussia                 |                               | Elisabetta Carlotta di Wittelsbach-Simmern |                                       |  |  |       |  |  |                                  |  |  |                                    |  |
|                                       |                               | Federico Enrico d'Orange                   | Guglielmo I d'Orange                  |  |  |       |  |  |                                  |  |  |                                    |  |
|                                       |                               | Federico Enrico d'Orange                   | Guglielmo I d'Orange                  |  |  |       |  |  |                                  |  |  |                                    |  |
|                                       |                               | Federico Enrico d'Orange                   | Louise de Coligny                     |  |  |       |  |  |                                  |  |  |                                    |  |
| Luisa Enrichetta d'Orange             |                               | Federico Enrico d'Orange                   |                                       |  |  |       |  |  |                                  |  |  |                                    |  |
|                                       |                               | Amalia di Solms-Braunfels                  | Giovanni Alberto I di Solms-Braunfels |  |  |       |  |  |                                  |  |  |                                    |  |
|                                       |                               | Amalia di Solms-Braunfels                  | Giovanni Alberto I di Solms-Braunfels |  |  |       |  |  |                                  |  |  |                                    |  |
|                                       |                               | Amalia di Solms-Braunfels                  | Agnese di Sayn-Wittgenstein           |  |  |       |  |  |                                  |  |  |                                    |  |
| Federico Guglielmo I                  |                               | Amalia di Solms-Braunfels                  |                                       |  |  |       |  |  |                                  |  |  |                                    |  |
|                                       | Giorgio di Brunswick-Lüneburg | Guglielmo di Brunswick-Lüneburg            |                                       |  |  |       |  |  |                                  |  |  |                                    |  |
|                                       | Giorgio di Brunswick-Lüneburg | Guglielmo di Brunswick-Lüneburg            |                                       |  |  |       |  |  |                                  |  |  |                                    |  |
|                                       | Giorgio di Brunswick-Lüneburg | Dorothea di Danimarca                      |                                       |  |  |       |  |  |                                  |  |  |                                    |  |
| Ernesto Augusto di Brunswick-Lüneburg | Giorgio di Brunswick-Lüneburg |                                            |                                       |  |  |       |  |  |                                  |  |  |                                    |  |
|                                       |                               | Anna Eleonora di Assia-Darmstadt           | Luigi V d'Assia-Darmstadt             |  |  |       |  |  |                                  |  |  |                                    |  |
|                                       |                               | Anna Eleonora di Assia-Darmstadt           | Luigi V d'Assia-Darmstadt             |  |  |       |  |  |                                  |  |  |                                    |  |
|                                       |                               | Anna Eleonora di Assia-Darmstadt           | Maddalena di Brandeburgo              |  |  |       |  |  |                                  |  |  |                                    |  |
| Sofia Carlotta di Hannover            |                               | Anna Eleonora di Assia-Darmstadt           |                                       |  |  |       |  |  |                                  |  |  |                                    |  |
|                                       |                               | Federico V Elettore Palatino               | Federico IV Elettore Palatino         |  |  |       |  |  |                                  |  |  |                                    |  |
|                                       |                               | Federico V Elettore Palatino               | Federico IV Elettore Palatino         |  |  |       |  |  |                                  |  |  |                                    |  |
|                                       |                               | Federico V Elettore Palatino               | Luisa Giuliana d'Orange-Nassau        |  |  |       |  |  |                                  |  |  |                                    |  |
| Sofia del Palatinato                  |                               | Federico V Elettore Palatino               |                                       |  |  |       |  |  |                                  |  |  |                                    |  |
|                                       |                               | Elisabetta Stuart                          | Giacomo I d'Inghilterra               |  |  |       |  |  |                                  |  |  |                                    |  |
|                                       |                               | Elisabetta Stuart                          | Giacomo I d'Inghilterra               |  |  |       |  |  |                                  |  |  |                                    |  |
|                                       |                               | Elisabetta Stuart                          | Anna di Danimarca                     |  |  |       |  |  |                                  |  |  |                                    |  |
|                                       |                               | Elisabetta Stuart                          |                                       |  |  |       |  |  |                                  |  |  |                                    |  |